# Woodland Park, New Jersey
Woodland Park är en kommun (borough) i Passaic County i New Jersey. Vid 2010 års folkräkning hade Woodland Park 11 819 invånare.